# Pangshura smithii
Pangshura smithii е вид влечуго от семейство Азиатски речни костенурки (Geoemydidae).

## Разпространение
Видът е разпространен в Бангладеш, Индия и Пакистан.